# IV. Károly visszatérési kísérletei
IV. Károly visszatérési kísérleteit a korabeli sajtónyelv és egyes történetírók királypuccsnak nevezték, amelynek során 1921 márciusa és októbere között Habsburg-restaurációs kísérletek zajlottak le, amikor is IV. Károly, az utolsó magyar király két alkalommal is visszatért, hogy a magyar legitimisták támogatásával visszaszerezze magyarországi uralkodói hatalmát.

## Előzmények

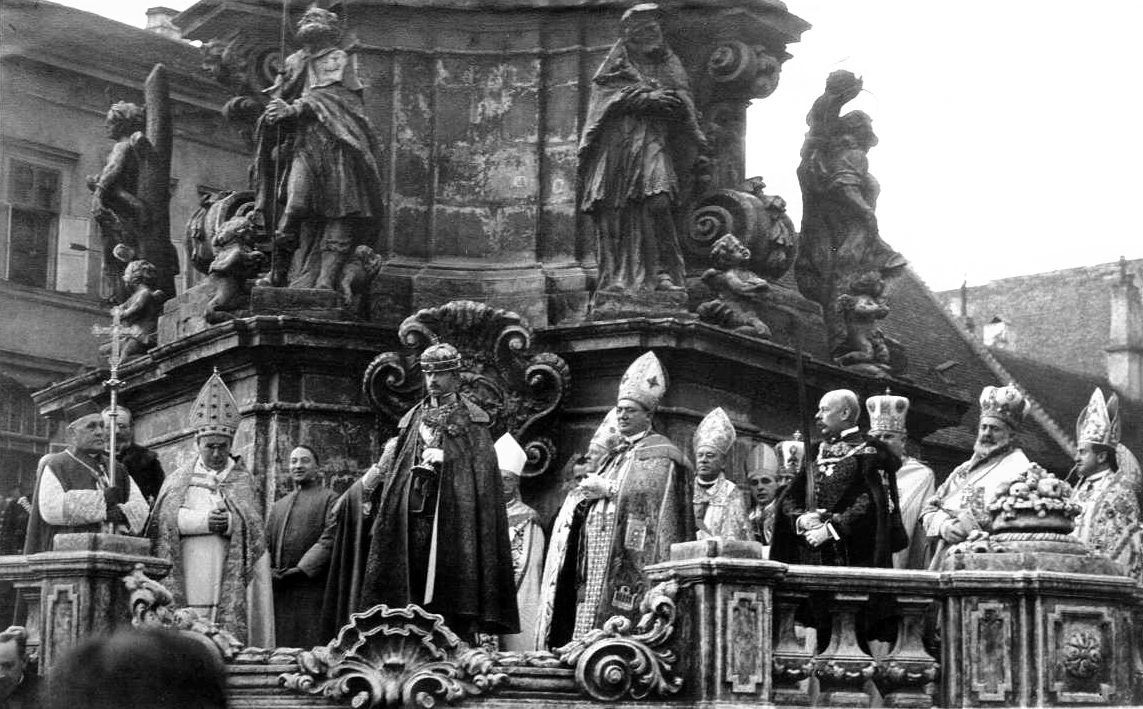
A koronázási eskü. IV. Károlyt 1916. december 30-án koronázták meg Budapesten, a Mátyás-templomban. Még a koronázási szertartás előtt hitlevélben biztosította a magyar nemzetet az alkotmányos jogok és a törvényes rend megtartásáról

1918-ban, az első világháború vége táján Budapesten és a nagyvárosokban kitört az őszirózsás forradalom, Károly magyar király lemondott uralkodói jogainak gyakorlásáról, Magyarország pedig köztársasággá alakult. A háborút követő Magyar Tanácsköztársaság, az idegen katonai megszállás és a trianoni békediktátum után Horthy Miklós kormányzó igyekezett az Antanttól kapott hatalmát megszilárdítani. Az arisztokrácia körében sokan azonban az 1918 előtti rendszert, a Habsburg-monarchia teljes visszaállítását kívánták.

## Első visszatérési kísérlet
A Svájcban élő IV. Károly ottani hívei által felbiztatva, 1921. március 27. és április 5. között visszatért Magyarországra, hogy ismét elfoglalja a trónt. Érkezéséről nem értesítette még magyarországi híveit sem. Horthy Miklós kormányzótól követelte a hatalom átadását. Horthy ekkor még le tudta beszélni erről, a környező antantállamok fenyegetésére és a belpolitikai helyzetre hivatkozva. Károly némi huzavona után április 5-én hagyta el az országot, mikor Horthy Lehár Antal ezredest utasította, hogy kísérje át a királyt a határon. Ezután Károly visszavonult Szombathelyre, majd újra – ezúttal levélben – felszólította Horthyt a hatalom átadására. Időközben Szombathelyre gyűltek a királyhű arisztokraták, és az ott állomásozó katonaság is a király mellé állt. Horthy – rövid habozás után – ismét elutasította a hatalom átadását, és utasította a katonai parancsnokot, hogy távolítsa el a királyt az országból. Mivel Károly akkor még ellene volt az erőszakos hatalomátvételnek, tudomásul vette a történteket, és antant katonák kíséretében visszatért Svájcba. Az eset után erősen megrendült a bizalma Horthyban, aki előzőleg több levelében is hűségnyilatkozatot tett neki. A lezajlott eseményeket a korabeli sajtó „húsvéti királypuccsnak” nevezte el.

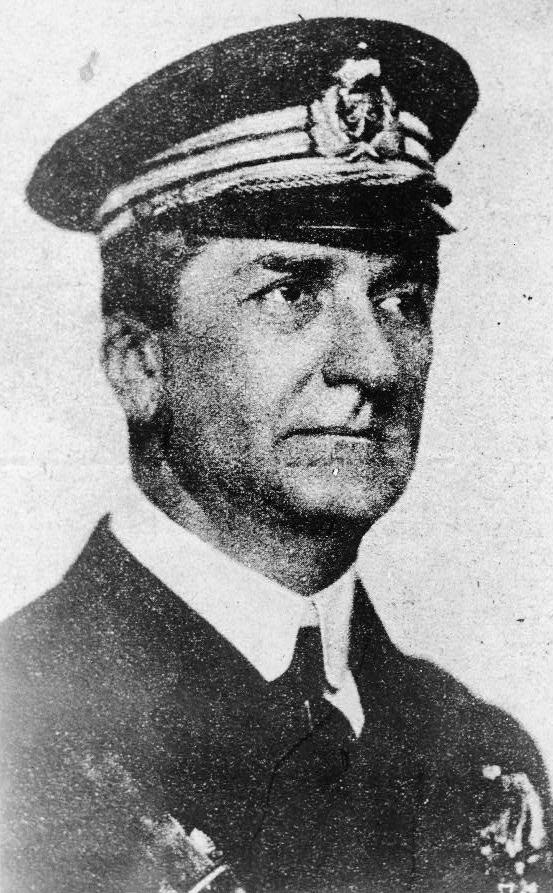
Horthy Miklós kormányzó

## Második visszatérési kísérlet
Másodszor 1921. október 20-án tért vissza repülőgéppel a nyugat-magyarországi Cirákra-Dénesfára. Legitimista politikusokból álló ellenkormányt alakított, melynek miniszterelnöke Rakovszky István, külügyminisztere ifj. Andrássy Gyula, pénzügyminisztere Gratz Gusztáv, honvédelmi minisztere pedig Lehár Antal lett. Velük együtt vasúton Budapest felé indult Ostenburg-Moravek Gyula Sopronban állomásozó csendőr csapatainak kíséretében, amelyeket az útba eső helyőrségekben kissé kiegészített. Erre a környező államok bejelentették, hogy amennyiben Magyarország nem tudja meggátolni a király visszatérését, majd az ő csapataik megteszik azt. Ennek hatására Horthy kiadta a parancsot a fegyveres ellenállásra. Október 23-án Budaörsnél ütköztek meg a Lehár Antal vezérőrnagy parancsnoksága alatt álló királyhű és a nyugállományból visszatért Nagy Pál honvéd altábornagy által irányított kormányhű csapatok, utóbbiak derekát a fővárosban gyorsan mozgósított egyetemi zászlóaljak adták. Rövid tűzpárbaj után a kormánycsapatok körülzárták a királyi katonákat, mire azok megadták magukat.
A király visszatérési ügyének megfelelő lezárását Edvard Beneš magyarellenes kampánya még sürgetőbbé tette. Beneš ugyanis az esetet egy újabb megszállás előkészítésére próbálta felhasználni, amelyhez Jugoszláviában partnerre talált, míg a románok igen higgadtan viselkedtek. A hisztériakampány arra sarkallta a magyar kormányt, hogy mihamarabb szabaduljanak meg Károlytól. Tartózkodási helyéül a Portugáliához tartozó Madeira szigetét jelölték ki az antanthatalmak.
A magyar királyt előbb több legitimista politikussal együtt (pl. ifj. Andrássy Gyula) a tatai Esterházy-kastélyba, majd Tihanyba és onnan Bajára szállították. A király november 1-jén hagyta el végleg az országot, amikor feleségével együtt a brit HMS Glowworm monitor a Dunán, majd a HMS Cardiff könnyűcirkáló a Földközi-tengeren át Madeira szigetére szállította.
Az emigrációba kényszerített IV. Károly király nem sokkal később, 1922. április 1-jén családja körében spanyolnátha-fertőzés miatt meghalt Madeira szigetén.

## Trónfosztás
Az antant elvárásának engedve a Nemzetgyűlés – a magyar történelem folyamán negyedszer – 1921. november 6-án kimondta egy Habsburg-házi uralkodó trónfosztását a Magyar Királyságban:
1921. évi XLVII. törvénycikk

IV. Károly Ő Felsége uralkodói jogainak és a Habsburg Ház trónörökösödésének megszüntetéséről
1. § IV. Károly király uralkodói jogai megszűntek.
2. § Az 1723. évi I. és II. törvénycikkben foglalt pragmatica sanctio és minden egyéb jogszabály, amely az Ausztriai Ház (Domus Austriaca) trónörökösödési jogát megállapította vagy szabályozta, hatályát vesztette és ezzel a királyválasztás előjoga a nemzetre visszaszállt.
3. § A nemzet a királyság ősi államformáját változatlanul fenntartja, de a királyi szék betöltését későbbi időre halasztja és utasítja a minisztériumot, hogy eziránt arra alkalmas időben javaslatot tegyen.

4. § Ez a törvény kihirdetésének napján lép életbe.

## A restaurációs kísérletek utóélete
A királypuccsok résztvevőinek egy részét (gróf Andrássy Gyulát,  gróf Sigray Antalt, Rakovszky Istvánt, Beniczky Ödönt, Gratz Gusztávot, Lorencz Józsefet, Schnirzler Ágostont, Szenkovits Dénest és másokat) letartóztatásba helyeztek. Mások, köztük Lehár Antal vezérőrnagy, külföldre menekültek. A m. kir. főügyészség lázadás címén bűnvádi eljárást indított ellenük. A kormányzóval szembefordult számos katonatisztet hadbíróság elé állítottak és lefokoztak (pl. Hegedűs Pál századost), vagy nyugállományba küldtek (pl. Ostenburg-Moravek Gyula őrnagyot).
Horthy kormányzóságát az arisztokrácia legitimista tagjai még sokáig nem fogadták el, felkapaszkodott kisnemesnek tartva őt.
Az önmagát „ellenforradalmiként” meghatározó Horthy-rendszer azonban hamarosan stabilizálódott. 1924 júliusában a kormányzó kegyelmet adott a vád alá helyezettek többségének, és az igazságügy-minisztériumot a vád visszavonására utasította. A 38.566-1924. I.M. rendelet alapján a lázadás vádját ejtették, a pert törölték, a külföldön tartózkodó vádlottak is hazatérhettek. A felmentett politikusok legtöbbje a legitimizmust képviselő politikai pártokhoz csatlakozott, és parlamenti ellenzékben folytatta küzdelmét Horthy ellen.

## A visszatérési kísérletek mai megítélése
A második visszatérési kísérlet, valamint a hozzá kapcsolódó Habsburg- és magyarellenes hisztériakampány nagy segítséget nyújtott Benešnek a kisantant létrehozásában.

## A „királypuccs” kifejezés jogi megítélése
A korabeli sajtó által használt „királypuccs” kifejezés jogi szempontból nem feltétlenül helytálló. A királypuccs kifejezés azt a felfogást tükrözi, amely szerint az államfői hatalmat ebben az időben ténylegesen kezében tartó Horthy Miklós kormányzó a legitim, IV. Károly király pedig az illegitim uralkodói hatalom birtokosa.
A kor közjogi struktúrájának (történeti alkotmány) vizsgálatát követően – amelynek fontosságára a restaurációs kísérletek után már ifj. gróf Andrássy Gyula és gróf Apponyi Albert is rámutatott – új szempontok jelentek meg az események értékelésében. Romsics Ignác és – korábbi nézeteit felülbírálva – Zsiga Tibor történészek mai álláspontjuk szerint a „királypuccs” elnevezést hibásnak és tévesnek minősítik, a következő megokolással:
- IV. Károly király eckartsaui nyilatkozatában (1918) nem mondott le, hanem csak visszavonult a politikai élettől, így visszatérése bármikor lehetséges volt, amennyiben az uralkodását akadályozó tényezők (vis maior) elhárultak; e mellett pedig maga a levél nem volt jogalkotó cselekedet (nem ellenjegyezte az Országgyűlés).
- A királynak két képviselője is volt a zűrzavaros három év (1918–1921) alatt: József Ágost királyi főherceg mint homo regius („a király embere”, helytartó, 1918-ban rövid ideig); illetve Horthy Miklós kormányzó.

Ezen álláspont szerint Horthy hatalmát az legitimálta, hogy a felkent uralkodót helyettesítette, ezért a kor közjogi helyzetének ismeretében nem tartható az események olyan beállítása, amely azt sugallja, hogy a király „puccs” útján akarta megszerezni a hatalmat, hiszen a puccs egy, a törvényekkel szembeszegülő politikai cselekedet (lásd pl. nyilas puccs).

## Szépirodalom és színházművészet
Hernádi Gyula írt drámát IV. Károly visszatérési kísérleteiről Királyi vadászat címmel, amelyet 1976. december 16-án a Pesti Színház mutatott be Marton László rendezésében. A színdarabról televíziós felvétel is készült, amelyet 1981-ben sugárzott a Magyar Televízió az ősbemutatóhoz képest a kisebb szerepekben némi változtatással, de a főbb szerepekben változatlan szereposztással Szabó Sándor főszereplésével, aki a legitimista érzelmű fiktív személyt, Erdődy Pál grófot alakította. IV. Károly szerepében Tordy Géza tűnt fel, Zita királynét pedig Bánsági Ildikó keltette életre.
A színházi felvételt többször ismételte az MTV, legutoljára az M5-ön 2017. október 22-én vasárnap 1:20-kor került adásba. Hernádi alapjaiban átírja az eseményeket, Magyarországra érkező királyi párt egy „véletlen balesetben” meggyilkolják, szerepüket hasonmások veszik át. A dráma könyv alakban 1989-ben jelent meg.